# Orla de Salvador
A Orla de Salvador (também chamada de Orla Marítima de Salvador) é a denominação dado a um conjunto de bairros da cidade de Salvador. Tem seus limites nas Ilha dos Frades, Ilha de Maré e no Miolo de Salvador. Somando com o litoral das suas Ilhas, a Orla de Salvador tem cerca de 105 km de extensão.

## História
Em janeiro de 2006 o visual paisagístico local da orla foi alterado, passando a contar com pequenas casas feitas com madeira projetada. Antes, existiam espaços improvisados cobertos com palhoça.
Em junho 2019 os direitos de planejamentos urbanos das praias da Orla Marítima de Salvador foram transferidos do governo do Estado Bahia para prefeitura de Salvador.